# Barre
Barre (написание по-русски — барре, барр, от фр. barre [ˈb̥ɑːɑ] — «балетный станок») — система физических упражнений (фитнеса), основанная на сочетании балетных упражнений, упражнений функционально-силового тренинга, пилатеса и йоги. Балетный станок используется на тренировках в качестве опоры во время работы над мышцами ног, ягодиц, пресса. Как правило, станок является обязательным инвентарём, однако существуют разновидности barre без станка. В тренировках также используется дополнительный спортивный инвентарь: небольшие гантели, малые мячи для пилатеса, эспандеры, эластичные ленты различных форм, ремни для йоги, опорные блоки, утяжелители.

## История
Метод тренировочного процесса, лежащий в основе современных barre-тренировок, был разработан немецкой балериной Лотте Берк в середине XX века. После серьезной травмы позвоночника она разработала систему реабилитации, объединив балетные упражнения и элементы пилатеса. В 1959 году Берк открыла свою первую студию в Лондоне и продолжала вести тренировки даже в 80 лет. В число её клиентов входили Барбра Стрейзанд, Джоан Коллинз, Ясмин Ле Бон.
Одна из учениц Берк (Лидия Бах) привезла barre в США, и открыла студию Lotte Berk Method в Нью-Йорке в 1971 году, где она работала до 2005 года. Изначально занятия по методу Лотте Берк включали в себя только упражнения для ног, осанки и мышц пресса, построенные на балетных упражнениях у станка. По мере роста популярности тренировок по данному методу, они значительно дополнились элементами пилатеса, йоги и функционального тренинга; также появился целый блок упражнений на верхнюю часть тела (плечи, бицепсы, верхняя часть спины).
Barre получил особое распространение в крупных странах бывшей Британской империи — США, Канаде, Австралии, Великобритании. А в 2010 году Американский совет по физкультуре заметил очередной рост популярности barre после выхода фильма «Чёрный лебедь». Среди звёзд barre занимаются или занимались Мария Шарапова, Зоуи Дешанель, Дрю Берримор, Дакота Фэннинг, одна из ангелов Victoria’s Secret Кэндис Свейнпол и другие.

## Этимология термина. Произношение
Слово barre заимствовано из французского языка и в дословном переводе означает «планка», «штанга». В балете этим термином называют балетный станок. Во французском языке barre произносится как [baʁ] с грассированной [r] в конце слова, буква «e» не читается.
В британском английском слово произносится как [bɑːɑ], без звука [r]. А в американском — [bɑːr], поскольку американцы произносят [r] даже в конце слова.
При появлении направления barre в России правильное произношение термина вызывало затруднение. Поэтому спустя некоторое время слово barre русифицировалось и стало произноситься как [баррэ] (написание «барре») с ударением на первый слог. Допускается и второй вариант произношения — [барр] (написание «барр»).
Написание слова в прямой транскрипции «бар» не используется из-за сильной ассоциации с баром.

## Barreв России и в мире
Особенное распространение barre приобрёл в крупных странах бывшей Британской империи — США, Канаде, Австралии, Великобритании. Распространение происходит за счёт расширения сетей моно-студий, которые специализируются только на этом виде тренировок.
Наибольшее количество barre-студий находится в США, а в некоторых городах barre популярнее йоги. В частности, по данным крупнейшего в мире агрегатора фитнес студий ClassPass в начале 2017 года barre-тренировки стали самыми популярными в Нью-Йорке. Крупнейшей сетью barre-студий в Америке является Pure Barre (более 483 студий в 2018 году).
Также популярны The Bar Method, Xtend Barre, Physique 57. Последняя была открыта бывшим тренером первой Нью-Йоркской barre-студии Lotte Berk Method (закрыта в 2005), Таней Беккер.

### Сертификация инструкторов
Поскольку каждая студия несколько адаптирует и видоизменяет оригинальный метод Лотте Берк, не существует мирового стандарта обучения и сертификации barre-инструкторов. Тренеры проходят обучение от конкретной студии и сдают внутреннюю сертификацию.
Тем не менее, существуют международные школы barre, которые специализируются только на обучении инструкторов методу barre и не открывают свои студии.